# Abdou Raimi Coles
Abdou Raimi Coles (* im 20. Jahrhundert) ist ein beninischer Fußballspieler. Seine Stammposition ist das Mittelfeld.
Raimi Coles bestritt zwischen 1992 und 1997 mindestens 15 Partien für die beninische Fußballnationalmannschaft, u. a. in der Qualifikation zur Fußballweltmeisterschaft 1994, und erzielte dabei wenigstens drei Tore.